# Olaf Nielsen
Olaf Nielsen (født 11. april 1935) er en dansk tandlæge og skuespiller.
Han startede sin teaterkarriere i studenterrevyerne "Frihed er det bedste guld" og "Gris på gaflen". Siden har han optrådt på Bellevue Teatret, Fiolteatret, Komediehuset, Riddersalen og Ungdommens Teater.
Siden blev han især kendt for sine roller i børne-tv, herunder adskillige julekalendere fra Danmarks Radio.
Sideløbende hermed har Olaf Nielsen haft sin tandlægepraksis gennem 36 år og er gået på pension.
Han har skrevet bogen Tankespring på cykel (Forlaget Kahrius, ISBN 978-87-7153-034-6) og medvirket i antologien Min barndom i fyrrerne fra Lindhardt og Ringhof.
Som en pudsighed kan det nævnes at han kun har fire fingre på højre hånd.[kilde mangler]

## Film[1]
- Hvad med os? (1963)
- Hansens typehus (1964)
- Tintin - det hemmelige våben (1964)
- Cassimir og Isabella (1967)
- Dav du gamle (1968)
- Et ganske almindeligt eventyr (1968)
- Nonnekysset (1968)
- Farvel Thomas (1968)
- Sådan er de alle (1968)
- Mildest talt (1969)
- En film (1969)
- Med politiet i hælene (1969)
- Midt i en jazztid (1969)
- Den gale dansker (1969)
- Oktoberdage (1970)
- Kære Irene (1971)
- Revolutionen i vandkanten (1971)
- Et godt liv (1971)
- En husmor (1971)
- Vi besøger (1971)
- Tre gange én (1972)
- Rejsekammeraten (1972)
- Mor, jeg har patienter (1972)
- Mr. President (1974)
- Den dobbelte mand (1976)
- Sofies skolegang (1977)
- Familien Gyldenkål vinder valget (1977)
- Bernhard & Bianca (1977)
- Styrmand Karlsens flammer (1979)
- Børn på hospital (1980)
- Frit efter Magritte (1980)
- Bænkemad og bankekød (1983)
- Walter og Carlo Yes det er far (1986)
- Valhalla (1986)
- Sarah (1986)
- Rejsen til Melonia (1989)
- Piger er en plage! (1990)
- Øl-aben (1996)
- Den lille ridder (1999)
- Airmax and the Cottonball Monsters (1999)
- Mirakel (2000)
- Prop & Berta (2001)
- Olsen-banden Junior (2001)
- En som Hodder (2003)
- Far til fire - gi'r aldrig op (2005)
- Det perfekte kup (2008)
- Disco ormene (2008)
- Far til fire - på hjemmebane (2008)
- Hïstorïsk dokument (2010)

## TV
- Super Carla (1968)
- Farvel, jeg hedder Kurt (1969)
- Huset på Christianshavn (1970-1977) afsnit nr: 62 67 77 80 84
- Noget om nisser (1972)
- Super Carla vender tilbage (1975)
- Nold og gangsterne (1976)
- En by i Provinsen (1977-1980) afsnit nr: 8
- Strandvaskeren (1978) afsnit nr: 3
- Jul i Gammelby (1979,1983,1994)
- Goda' goda' (1981)
- Torvet (1981,1987)
- Fredagsbio (1982)
- Brødrene Øbberbøv (1983–1985)
- Schyyy... det er lørdag (1983-1984)
- Bamses billedbog (1983-2000)
- Niels Klims underjordiske rejse (1984)
- Nissebanden (1984,1992,2001)
- Mor er major (1985)
- Gotha - kult, kitsch og b-film (1996)
- Bryggeren (1996-1997) afsnit nr: 6
- Kaos i opgangen (1997)
- Skjulte spor (2000-2003)
- Hotellet (2000-2002)
- Rejseholdet (2000-2003) afsnit nr: 29, 30

## Musik
Det syn's jeg. 1982. Olufsen Records DOCD 5403 – Tekst & musik: Aske Bentzon, Christina von Bülow, Finn Otto Hansen, Holger Nielsen, Elith Nulle Nykjær, Hugo Rasmussen og Kasper Winding.